# Saavedra (Chili)
Saavedra is een gemeente in de Chileense provincie Cautín in de regio Araucanía. Saavedra telde 12.450 inwoners in 2017 en heeft een oppervlakte van 401 km².